# Грузинская губерния
Грузи́нская губе́рния — административная единица Российской империи. Центр — Тифлис.
Была образована в 1801 году на землях Картли-Кахетии, вошедших в состав Российской империи по манифесту о присоединении Восточной Грузии. В 1812 году была увеличена за счёт территорий Закавказья, отошедших к России по Бухарестскому миру.
Первоначально была разделена на пять уездов:
- Горийский уезд (центр — Гори),
- Душетский уезд (центр — Душет),
- Лорийский уезд (центр — Лори),
- Сигнахский уезд (центр — Сигнах) и
- Телавский уезд (центр — Телав).

В 1840 году была упразднена; её территории вошли в состав Грузино-Имеретинской губернии.